# Xe đạp tại Thế vận hội Mùa hè 2016 - Đường trường cá nhân nữ
Xe đạp đường trường nữ là một trong 18 nội dung xe đạp của Thế vận hội Mùa hè 2016 ở Rio de Janeiro. Chặng đua diễn ra trong ngày 7 tháng 8 tại Pháo đài Copacabana người giành chiến thắng là Anna van der Breggen của Hà Lan.

## Chặng đua
Chặng đua dành cho nữ dài 141 km (87,6 mi). Bắt đầu tại Pháo đài Copacabana, đoàn đua đi về hướng tây tới Ipanema, Barra, và Bãi biển Reserva Maripendi thông qua các tuyến đường ven biển dẫn đến đoạn vòng quanh Pontal / Grumari dài 24,8 km (15,4 mi). Sau hai vòng quanh Grumari 49,6 km (30,8 mi), đoàn đua trở về theo hướng đông qua đoạn đường ven biển tới đoạn vòng quanh Vista Chinesa ở Gávea dài 25,7 km (16,0 mi) và đua một vòng quanh đây 25,7 km (16,0 mi) trước khi quay trở về vạch đích tại Pháo đài Copacabana. Cũng như tất cả các cuộc đua đường trường tại Thế vận hội, các vận động viên được hộ tống bởi lực lượng thực thi pháp luật để giữ an toàn giao thông và những người xung quanh khỏi đường nguy hiểm. Tại Thế vận hội 2016 lực lượng hộ tống toàn đua là Cảnh sát cao tốc liên bang (PRF).
|  |  |  |

## Danh sách xuất phát
Các NOC dưới đây có các tay đua vượt qua vòng loại để tranh tài tại nội dung đường trường. Các tay đua dưới đây đại diện cho NOC của họ.
| NOC               | Số VĐV | Vận động viên                                                         | TK     |
| ----------------- | ------ | --------------------------------------------------------------------- | ------ |
| Úc                | 4      | Gracie Elvin Katrin Garfoot Rachel Neylan Amanda Spratt               | *      |
| Áo                | 1      | Martina Ritter                                                        | *      |
| Azerbaijan        | 1      | Olena Pavlukhina                                                      | *      |
| Bỉ                | 3      | Ann-Sophie Duyck Lotte Kopecky Anisha Vekemans                        | [ 4 ]  |
| Belarus           | 1      | Alena Amialiusik                                                      | *      |
| Brasil            | 2      | Clemilda Fernandes Flávia Oliveira                                    | [ 5 ]  |
| Canada            | 3      | Karol-Ann Canuel Leah Kirchmann Tara Whitten                          | *      |
| Chile             | 1      | Paola Munoz Grandon                                                   | *      |
| Colombia          | 1      | Ana Christina Sanabria Sanchez                                        | *      |
| Cuba              | 1      | Arlenis Sierra                                                        | *      |
| Síp               | 1      | Antri Christoforou                                                    | *      |
| Tây Ban Nha       | 1      | Ane Santesteban                                                       | [ 6 ]  |
| Phần Lan          | 1      | Lotta Lepistö                                                         | [ 7 ]  |
| Pháp              | 2      | Pauline Ferrand-Prévot Audrey Cordon                                  | [ 8 ]  |
| Anh Quốc          | 3      | Lizzie Armitstead Nikki Harris Emma Pooley                            | *      |
| Đức               | 4      | Lisa Brennauer Romy Kasper Claudia Lichtenberg Trixi Worrack          | *      |
| Israel            | 1      | Shani Bloch                                                           | *      |
| Ý                 | 4      | Elisa Longo Borghini Giorgia Bronzini Tatiana Guderzo Elena Cecchini  | *      |
| Nhật Bản          | 1      | Yonamine Eri                                                          | *      |
| Hàn Quốc          | 1      | Ah Reum Na                                                            | *      |
| Litva             | 1      | Daiva Tuslaite                                                        | *      |
| Luxembourg        | 2      | Christine Majerus Chantal Hoffmann                                    | *      |
| México            | 1      | Carolina Rodriguez Gutierrez                                          | *      |
| Namibia           | 1      | Vera Adrian                                                           | *      |
| Hà Lan            | 4      | Marianne Vos Anna van der Breggen Ellen van Dijk Annemiek van Vleuten | [ 9 ]  |
| Na Uy             | 1      | Vita Heine                                                            | *      |
| New Zealand       | 1      | Linda Villumsen                                                       | *      |
| Ba Lan            | 3      | Katarzyna Niewiadoma Malgorzata Jasinska Anna Plichta                 | *      |
| Nam Phi           | 2      | Ashleigh Moolman An-Li Pretorius                                      | *      |
| Nga               | 1      | Olga Zabelinskaya                                                     | *      |
| Slovenia          | 1      | Polona Batagelj                                                       | *      |
| Thụy Sĩ           | 1      | Jolanda Neff                                                          | [ 11 ] |
| Thụy Điển         | 3      | Emma Johansson Sara Mustonen Emilia Fahlin                            | [ 12 ] |
| Thái Lan          | 1      | Jutatip Maneephan                                                     | *      |
| Đài Bắc Trung Hoa | 1      | Hoàng Đình Nhân                                                       | *      |
| Ukraina           | 1      | Hanna Solovey                                                         | *      |
| Hoa Kỳ            | 4      | Mara Abbott Kristin Armstrong Megan Guarnier Evelyn Stevens           | *      |
| Venezuela         | 1      | Jennifer Cesar                                                        | *      |

* tham khảo:
Quá thời gian giới hạn (OTL)
Theo luật của UCI đối với chặng đua một ngày (điều 2.3.039), "Bất kỳ tay đua nào kết kết thúc chặng đua sau tay đua về nhất 5% thì không được tính".

## Kết quả
| Hạng                          | Tay đua                      | Thời gian  |
| ----------------------------- | ---------------------------- | ---------- |
|                               | Anna van der Breggen (NED)   | 3h 51' 27" |
|                               | Emma Johansson (SWE)         | s.t.       |
|                               | Elisa Longo Borghini (ITA)   | s.t.       |
| 4                             | Mara Abbott (Hoa Kỳ)         | + 4"       |
| 5                             | Lizzie Armitstead (GBR)      | + 20"      |
| 6                             | Katarzyna Niewiadoma (POL)   | s.t.       |
| 7                             | Flávia Oliveira (BRA)        | s.t.       |
| 8                             | Jolanda Neff (SUI)           | s.t.       |
| 9                             | Marianne Vos (NED)           | + 1' 14"   |
| 10                            | Ashleigh Moolman-Pasio (RSA) | s.t.       |
| Phân hạng chung cuộc (11– 50) |                              |            |
| 11                            | Megan Guarnier (Hoa Kỳ)      | s.t.       |
| 12                            | Evelyn Stevens (Hoa Kỳ)      | + 1' 16"   |
| 13                            | Alena Amialiusik (BLR)       | + 2' 16"   |
| 14                            | Tatiana Guderzo (ITA)        | + 2' 19"   |
| 15                            | Amanda Spratt (AUS)          | + 4' 09"   |
| 16                            | Olga Zabelinskaya (RUS)      | + 4' 25"   |
| 17                            | Yonamine Eri (JPN)           | + 4' 56"   |
| 18                            | Christine Majerus (LUX)      | + 5' 07"   |
| 19                            | Lisa Brennauer (GER)         | s.t.       |
| 20                            | Elena Cecchini (ITA)         | s.t.       |
| 21                            | Ellen van Dijk (NED)         | s.t.       |
| 22                            | Rachel Neylan (AUS)          | s.t.       |
| 23                            | Linda Villumsen (NZL)        | s.t.       |
| 24                            | Małgorzata Jasińska (POL)    | s.t.       |
| 25                            | Karol-Ann Canuel (CAN)       | s.t.       |
| 26                            | Pauline Ferrand-Prévot (FRA) | s.t.       |
| 27                            | Emilia Fahlin (SWE)          | + 6' 36"   |
| 28                            | Arlenis Sierra (CUB)         | s.t.       |
| 29                            | Anisha Vekemans (BEL)        | s.t.       |
| 30                            | Na Ah-reum (KOR)             | s.t.       |
| 31                            | Claudia Lichtenberg (GER)    | s.t.       |
| 32                            | Polona Batagelj (SLO)        | s.t.       |
| 33                            | Vita Heine (NOR)             | + 7' 07"   |
| 34                            | Daiva Tušlaitė (LTU)         | s.t        |
| 35                            | Olena Pavlukhina (AZE)       | + 7' 38"   |
| 36                            | Hanna Solovey (UKR)          | + 9' 35"   |
| 37                            | Audrey Cordon (FRA)          | + 9' 37"   |
| 38                            | Leah Kirchmann (CAN)         | + 10' 02"  |
| 39                            | An-Li Pretorius (RSA)        | s.t.       |
| 40                            | Ana Sanabria (COL)           | s.t.       |
| 41                            | Anna Plichta (POL)           | s.t.       |
| 42                            | Giorgia Bronzini (ITA)       | + 10' 06"  |
| 43                            | Trixi Worrack (GER)          | s.t.       |
| 44                            | Romy Kasper (GER)            | + 10' 40"  |
| 45                            | Lotte Kopecky (BEL)          | s.t.       |
| 46                            | Martina Ritter (AUT)         | s.t.       |
| 47                            | Ane Santesteban (ESP)        | + 11' 32"  |
| 48                            | Shani Bloch (ISR)            | s.t.       |
| 49                            | Gracie Elvin (AUS)           | + 11' 34"  |
| 50                            | Jennifer Cesar (VEN)         | + 11' 51"  |
| Quá thời gian giới hạn        |                              |            |
| –                             | Clemilda Fernandes (BRA)     | OTL        |
| –                             | Antri Christoforou (CYP)     | OTL        |
| Không hoàn thành              |                              |            |
| –                             | Annemiek van Vleuten (NED)   | DNF        |
| –                             | Kristin Armstrong (Hoa Kỳ)   | DNF        |
| –                             | Katrin Garfoot (AUS)         | DNF        |
| –                             | Tara Whitten (CAN)           | DNF        |
| –                             | Nikki Harris (GBR)           | DNF        |
| –                             | Emma Pooley (GBR)            | DNF        |
| –                             | Sara Mustonen (SWE)          | DNF        |
| –                             | Ann-Sophie Duyck (BEL)       | DNF        |
| –                             | Chantal Hoffmann (LUX)       | DNF        |
| –                             | Lotta Lepistö (FIN)          | DNF        |
| –                             | Carolina Rodríguez (MEX)     | DNF        |
| –                             | Paola Muñoz (CHI)            | DNF        |
| –                             | Jutatip Maneephan (THA)      | DNF        |
| –                             | Vera Adrian (NAM)            | DNF        |
| –                             | Milagro Mena (CRC)           | DNF        |
| –                             | Hoàng Đình Anh (TPE)         | DNF        |